# Kernascléden
Kernascléden is een dorp en gemeente in Frankrijk, in Bretagne.

## Demografie
Onderstaande figuur toont het verloop van het inwonertal, bron: INSEE-tellingen. 

1. ↑  Populations de référence 2022.